# Daniel Abreu
Daniel Abreu Bello (La Matanza de Acentejo, 1976) es un bailarín y coreógrafo español. Es Premio Nacional de Danza 2014 en la categoría de creación. Dirige la compañía de danza Cía. Daniel Abreu.

## Trayectoria
Comenzó en la danza como un juego, en la época del instituto, y además de licenciarse en Psicología, decidió realizar estudios de ballet clásico y danza contemporánea en el Centro Internacional de Danza de Tenerife con Rosalina Ripoll y Miguel Navarro. También recibió clases de Dania Salazar y Helena Berthelius. En 1999, se marchó becado a Madrid y trabajó como modelo en escuelas de dibujo para continuar con sus estudios. Hizo un Máster en Terapia Sistémica que, según sus propias palabras, más tarde le inspiró algunos de sus trabajos como La desnudez, Abisal o El hijo.
Trabajó como intérprete en distintas compañías y colectivos de teatro y danza nacionales como Provisional Danza, Matarile Teatro, Cía. de Teatro Cuarta Pared, Cía. de Teatro Marina Wainer, Matarile Teatro, Centro Dramático Gallego, Lanónima Imperial o Ido Tadmo. En 2003, estrenó Espera, su primer trabajo en solitario. En 2004, formó la Cía. Daniel Abreu y creó junto a Mónica García, el espectáculo Y eso que no me dejaban ver Dallas, que fue premiado en el XVIII Certamen Coreográfico de Madrid. Sus numerosas producciones como creador han recorrido el panorama nacional e internacional y han sido bien recibidas tanto por crítica como por público además de haber obtenido diversos galardones. Viene desarrollando paralelamente una labor docente y de acompañamiento en su proceso creativo a otros artistas y grupos como Fattoria Vittadini, Zagreb Dance Company (Croacia, 2013), la Compañía Nómadas (Tenerife, 2007, 2008 y 2013), 10 & 10 Danza, Proyecto Titoyaya (Valencia, 2016 y 2009), Teatre Tanca Zawirowania (Polonia, 2009) o Tenerife DanzaLab (Tenerife, 2015) entre otras.
En 2011, fue seleccionado para formar parte del grupo de artistas del programa europeo Modul Dance, que apoya el desarrollo, la movilidad y el intercambio de artistas de la danza. En 2018, creó la obra Abisal para la compañía de danza Lava, residente en el Auditorio de Tenerife, de la que fue nombrado director.
El 20 de octubre de 2023, en el marco del Festival Internacional de Artes Escénicas Temporada Alta, que se celebra en Gerona, estrenó La Materia, una idea original de Olga Pericet, segunda parte de una trilogía de la artista iniciada con La Leona y que tiene previsto terminar con La Invencible. En esta ocasión, Abreu se ocupó de la dirección escénica, mientras que la creación, la coreografía y el baile estuvieron a cargo de ambos creadores.
En el mes de marzo de 2025, Cía. Daniel Abreu conmemoró su vigésimo aniversario en Centro Danza Matadero, espacio madrileño dedicado a la danza, de titularidad municipal. Los cuatro trabajos seleccionados para esta celebración fueron La desnudez (2017), El hijo (2020), VAV (2023) y Es aquí (2024). Esta última tuvo su estreno en Madrid con motivo del aniversario.
Otras obras son Mínimos (2005), Perro (2006), Ojos de pez (2007), Negro (2008), Nuevamente ante ti fascinado (2008), White (2009), Equilibrio (2010), Animal (2011), Venere (2015), Two men con el bailarín israelí Ido Tadmor (2016), Cabeza (2020), Indico (2021), El Arco (2022), Dalet (Da) (2022), VAV (2023) o Selva (2024). Es académico de la Academia de las Artes Escénicas de España.

## Reconocimientos
- En 1999, recibió la mención como Bailarín más Destacado del IV Certamen Coreográfico de Maspalomas.[20]
- En 2004 obtuvo, junto a Mónica García, el tercer premio del XVIII Certamen Coreográfico de Madrid por el espectáculo Y eso que no me dejaban ver Dallas. En el mismo certamen también consiguieron el Premio Fundación AISGE para un/a Bailarín/a Sobresaliente (Residencia para un Coreógrafo en El Espaço do Tempo, Portugal), con el que asistió al American Dance Festival.[21][4]
- En 2009, se alzó en Santander, con el Premio a la mejor dirección en el Indifestival por Los zuecos van hacia sus buenos hábitos.[5]
- En 2014, fue Premio Nacional de Danza en la categoría de creación, otorgado por el Ministerio de Educación, Cultura y Deporte.[22]
- En 2018, La desnudez logró tres Premios Max en las categorías de Mejor Coreografía, Mejor Espectáculo de Danza y Mejor Intérprete masculino de Danza.[1]
- En 2019, en los Premios Réplica, Abisal consiguió los galardones de Mejor Espectáculo, Mejor Banda Sonora y Mejor Vestuario para Leo Martínez.[4]
- En el año 2020, recibió el Premio Ciudad de Cazorla de Teatro.[4]
- El 14 de enero de 2022 recibió el título de Hijo Predilecto de La Matanza de Acentejo.[23][24]
- El 19 de junio de 2023, se hizo con el Premio Mejor Intérprete danza Hombre de los Premios Godot, que organiza la revista del mismo nombre, por el espectáculo Dalet (Da).[25]